# Leonid Taranenko
Leonid Arkad'evič Taranenko (in russo Леонид Аркадьевич Тараненко?; in bielorusso Леанід Аркадзьевіч Тараненка?; Malaryta, 13 giugno 1956) è un ex sollevatore sovietico, dal 1991 bielorusso, campione olimpico per l'Unione Sovietica a Mosca 1980 e vicecampione a Barcellona 1992 per la Squadra Unificata.

## Biografia
Nacque a Malaryta, nella Repubblica Socialista Sovietica Bielorussa.
Rappresentò la Unione Sovietica ai Giochi olimpici estivi di Mosca 1980 dove vinse la medaglia d'oro nella categoria dei pesi massimi (fino a 110 kg.).
Dodici anni dopo, alla XXV Olimpiade di Barcellona 1992, si aggiudicò la medaglia d'argento nella categoria supermassimi (oltre 110 kg.), in rappresentanza dell'ex Squadra Unificata formatasi dopo la dissoluzione dell'Unione Sovietica.
Nel 1988 ha stabilito il record mondiale, successivamente annullato, di 266 chilogrammi.
Nel corso della sua carriera, oltre alle medaglie olimpiche, conquistò un titolo mondiale nel 1990 e quattro titoli europei, realizzando anche 19 record mondiali tra le categorie dei pesi massimi e supermassimi. Nel 1986 vinse la medaglia d'argento nello strappo ai campionati mondiali di Sofia.